# Kristina Schröder

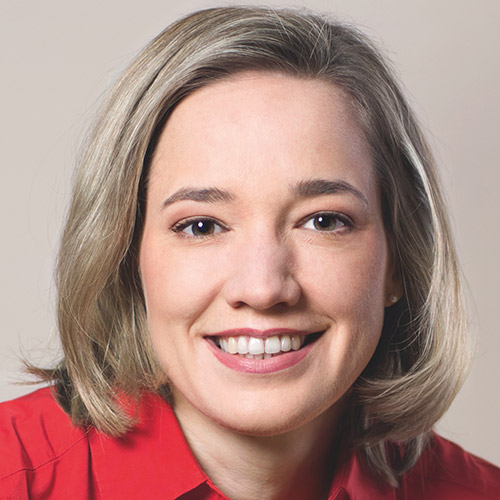
Kristina Schröder (2013)

Kristina Schröder (Wiesbaden, Hessen, 3 de agosto de 1977), de nacimiento Kristina Köhler, es una política alemana.
En 1997 se matriculó en Sociología, Historia, Filosofía y Ciencias Políticas en la Universidad Johannes Gutenberg de Maguncia, diplomándose en 2002 y doctorándose en 2009. Es miembro de la Iglesia evangélica luterana independiente.
Entró en las Junge Union (Juventudes de la CDU) en 1991 y fue miembro del Bundestag desde 2002 hasta 2017 como representante de ese partido. Desde 2009 hasta 2013 se desempeñó como Ministra de Familia, Tercera Edad, Mujeres y Juventud de Alemania en el Segundo Gabinete Merkel.

## Carrera política
Schröder se incorporó a la Unión Joven en 1991 y es miembro del Bundestag desde 2002, afiliada a la CDU. Entre 2002 y 2009, se desempeñó como miembro de la Comisión de Asuntos Internos. En 2005, también se unió a un comité de investigación que investiga la participación de los servicios de inteligencia alemanes en la guerra de Irak.
El 30 de noviembre de 2009, Schröder fue nombrada Ministra Federal de Asuntos de la Familia, Tercera Edad, Mujer y Juventud en el gabinete de Angela Merkel. Durante su mandato, el gobierno aprobó un proyecto de ley para proporcionar a los padres de niños de 1 y 2 años un subsidio para mantener a sus niños pequeños fuera de la guardería estatal, una medida que, según los críticos, desviaría los esfuerzos recientes para alentar que las mujeres alemanas vuelvan a trabajar después de formar una familia. En medio de un conflicto dentro de su propio partido político sobre la cuestión de establecer una cuota legal para la participación femenina en los consejos de supervisión de las empresas en Alemania, Schröder apoyó un plan voluntario.
Cuando el gobierno alemán redujo el servicio militar obligatorio de nueve meses a seis en 2009, Schröder tomó la iniciativa de introducir el Servicio Federal de Voluntarios (BFD), un programa del gobierno alemán que fomenta el voluntariado entre los adultos jóvenes para el bienestar público, para llenar los vacíos que dejan los cambios al sistema de servicio nacional.
A diferencia de muchos en su partido en ese momento, Schröder se pronunció en apoyo de las uniones civiles en 2012, diciendo que "en las parejas de vida lesbiana y gay, las personas asumen una responsabilidad duradera entre sí y, por lo tanto, viven de acuerdo con valores conservadores".
Desde las elecciones de 2013, Schröder ha sido la vicepresidenta del Comité de Control de Elecciones, Inmunidad y Reglamento, que está presidido por Johann Wadephul. Además, es miembro de la Comisión de Asuntos Económicos y Energía, donde es relatora de su grupo parlamentario sobre los medios de comunicación, las industrias alimentaria y farmacéutica, así como sobre tecnología espacial.
En abril de 2016, Schröder anunció que no se presentaría a las elecciones federales de 2017, sino que renunciaría a la política activa al final de la legislatura. Al final de la legislatura, se incorporó a la consultora de comunicación Deekeling Arndt Advisors como asesora principal.